# Centracanthus cirrus
Centracanthus cirrus is een straalvinnige vissensoort uit de familie van de picarellen (Centracanthidae). De wetenschappelijke naam van de soort werd voor het eerst geldig gepubliceerd in 1810 door Constantine Samuel Rafinesque.